# دانيال هنت
دانيال هنت (بالإنجليزية: Daniel Hunt)‏ هو كاتب أغاني بريطاني، ولد في 25 يوليو 1974.

## وصلات خارجية
- الموقع الرسمي
- دانيال هنت على موقع IMDb (الإنجليزية)
- دانيال هنت على موقع ميوزك برينز (الإنجليزية)
- دانيال هنت على موقع ديسكوغز (الإنجليزية)
- دانيال هنت على موقع قاعدة بيانات الفيلم (الإنجليزية)